# Elda di Veroli
Elda di Veroli (Frosinone, 7 luglio 1892 – Roma, 25 febbraio 1981) è stata un soprano italiana.
Dotata di voce leggera, dolce e duttile, cantò nei maggiori teatri lirici italiani ed europei.

## Biografia
Figlia di Marco e di Adelaide Efrati, cresciuta in una famiglia di musicisti, si accostò precocemente allo studio della musica applicandosi prima alla tecnica del pianoforte con Maddalena Pacifico ma dedicandosi poi al canto lirico, sua vera vocazione, sotto la guida della ex mezzosoprano Elvira Ceresoli Salvatori.
Terminata la preparazione primaria, si esibì dapprima in concerti lirici occasionali poi, ormai rivelatasi dotata di una gradevole voce di soprano leggero, esordì con successo nel 1919 al Teatro Traiano di Civitavecchia nella parte di Gilda nel Rigoletto di Verdi. Nel medesimo teatro interpretò anche la parte di Rosina, nel Barbiere di Siviglia (Rossini) di Gioachino Rossini. Fu poi chiamata al Teatro Unione di Viterbo, a sostenere la parte di Elvira ne ‘’I puritani’’ di Bellini al fianco dell'esordiente Giacomo Lauri Volpi. 
Tenendo conto di questi successi, il soprano Emma Carelli, che a quel tempo era la responsabile gestionale del Teatro Costanzi di Roma, la scritturò per dieci recite del Don Pasquale di Gaetano Donizetti, che ottenne consenso di pubblico e di critica. L'anno successivo fu al Politeama di Lecce per interpretare la parte di Leila ne I pescatori di perle di Georges Bizet e al Politeama Rossetti di Trieste in quella del paggio Oscar nel “Un ballo in maschera” di Verdi, con Aureliano Pertile e Aurora Buades.
Nel 1922 riprese con successo il “Rigoletto” all'Opéra de Monte-Carlo a fianco di Mattia Battistini e Giacomo Lauri Volpi, alternandosi con Toti dal Monte nella parte di Gilda; nello stesso teatro fu Musetta ne “La bohème” di Puccini a fianco di Lauri Volpi, Rodolfo e Maria Ros, Mimì. Nel maggio dello stesso anno, con Riccardo Stracciari, fu al Teatro Carlo Felice di Genova per “Il barbiere di Siviglia”. Nel 1923 fu al Teatro Quirino di Roma per La sonnambula di Vincenzo Bellini e L'amico Fritz di Pietro Mascagni e nel 1925 al Teatro Rossini di Pesaro per Lucia di Lammermoor di Gaetano Donizetti.
Dopo questi successi si aprirono per lei le porte dei più importanti teatri d’Europa tra cui il “Teatro Olimpia” di Barcellona, il “De Nederlandse Opera” di Amsterdam, il “Teatr Wielki” di Varsavia, il “Teatro Real” di Madrid il “Teatro del liceo francese” il “Teatro del circo” di Saragozza, il “Coliseu” di Lisbona, il “Teatro Nacional São João” di Oporto l’“Opera” di Parigi, il “Royal Opera House” di Londra. Anche se più volte invitata da teatri  americani che le offrivano vantaggiosi contratti, sempre li rifiutò, non essendo disposta a varcare l'oceano; questo purtroppo fece sì che la sua fama restasse costretta entro i confini nazionali. La sua carriera fu però egualmente densa e piena di soddisfazioni; cantò con Beniamino Gigli, Miguel Fleta, Benvenuto Franci, Tancredi Pasero ed altri, anche in concerti. Il suo repertorio si allargò ad autori come Scarlatti, Weber, Mozart, Meyerbeer, Thomas e Delibes.
Il 10 novembre 1938 furono promulgate in Italia le leggi razziali ed Elda, che era di origine ebraica, non poté più cantare in pubblico. Si dedicò allora interamente all'insegnamento nella scuola di canto che, frattanto, aveva aperto in zona Prati a Roma ma, dal 1943 fino alla liberazione di Roma fu costretta ad interrompere l'attività di insegnante e, per sfuggire alla cattura da parte delle milizie naziste fu costretta a nascondersi in vari luoghi fino alla liberazione di Roma.
Terminata la guerra, Elda riprese l’insegnamento che esercitò fino a pochi anni prima della morte avvenuta a Roma il 25 febbraio 1981. Fra i suoi allievi ebbe Angelica Tuccari e Veriano Luchetti.

### Annotazioni
1. ↑  Lauri Volpi debuttò usando lo pseudonimo di Giovanni Battista Rubini, il nome del tenore preferito da Vincenzo Bellini
2. ↑  Un nipote di Elda, Sergio di Veroli, intervistato raccontò: “...Era il 16 ottobre 1943, noi eravamo in  casa...una mia zia, Elda di Veroli, maestra di canto...ci chiamò quella mattina intorno alle sei, e ci disse che una sua allieva, cattolica, che viveva nella zona del ghetto, aveva visto i tedeschi che portavano via gli ebrei, proprio tutti, dai neonati agli anziani e malati...La sorpresa fu di sapere che prendevano tutti. Da allora percepimmo...il grave pericolo che incombeva su tutta la famiglia, nessuno escluso...

### Fonti
1. 1 2 3 4 5 6 7 8  DBI.
2. 1 2 3   Luciano di Cave, Mille voci una stella - il contributo degli esecutori vocali ebrei o di origine ebraica alla mudica operistica italiana, Roma, Carucci Editore, 1985,  p. 79.
3. ↑   Sergio di Veroli racconta, su Riflessi della Menorah. URL consultato il 3 marzo 2023.